# Reis-impressies
Reis-impressies is een bundel reisbrieven van Louis Couperus die voor het eerst in 1894 in boekvorm werd uitgegeven.

## Geschiedenis
Couperus (1863-1923) reisde met zijn vrouw Elisabeth Couperus-Baud vanaf september 1893 door het zuiden van Europa. Een eerdere reis naar Italië, begin februari, was onderbroken vanwege het overlijden van Couperus' moeder op 15 februari 1893. Vanaf september bezocht het echtpaar Italië en Griekenland en Couperus beschreef zijn ervaringen in enkele Reis-impressies die tussen februari en mei 1894 verschenen in De Gids. Deze reis betekende ook de eerste kennismaking met Rome, de stad die hij lief zou krijgen en waar hij later geregeld naar zou terugkeren; hij zou er in 1903 samen met zijn vriend jhr. J.H. Ram verblijven. In Reis-impressies vertelde hij onder andere over de beelden van Antinoüs, de Eros van Praxiteles en Hadrianus, die een diepe indruk op hem hadden gemaakt. In oktober 1895 reisde hij naar Venetië; ook over die stad schreef hij een reisbrief.

### Uitgave
In december 1893 stelde Couperus aan zijn uitgever L.J. Veen voor de reisbrieven te bundelen, terwijl toen de eerste daarvan nog moesten verschijnen. Veen ging akkoord en de bundel werd in 1894 gepubliceerd, zoals Couperus aan Veen had gesuggereerd, nog juist voor Sinterklaas. In 1897 volgde een tweede oplage van de eerste druk die met de reisbrief uit Venetië werd aangevuld.
Al in de correspondentie over de uitgave is sprake van "Reisimpressies" als titel. De tweede uitgave mist het trait-d'union maar Couperus keek de proeven van een tweede editie gewoonlijk niet na. Couperus zou voor de eerste druk, waarvan de oplage niet bekend is, 500 gulden ontvangen. Voor iedere volgende druk was 300 gulden verschuldigd.
De eerste druk werd gedrukt met een door K. Sluyterman ontworpen band. De tweede versie van 1897 had hetzelfde bandontwerp. In 1905 werd de bundel herdrukt als deel van de serie "Werken van Louis Couperus". Deze hadden een serieband naar ontwerp van H.P. Berlage.
De reisbrief 'Via Appia' verscheen in 1972 als afzonderlijke boekuitgave, de eerste van de bibliofiele Carlina-pers.

## De twaalf reisbrieven
In 'Annonciatie', een korte brief, wordt de "Heilige Boodschap van Simone Martini en Lippo Memmi, van Siena..." beschreven. Couperus geeft een verslag van zijn indrukken bij het beschouwen van het religieuze schilderij van de twee Siënese meesters Simone Martini en Lippo Memmi. Hij merkt op dat het schilderij dat in de "Oostelijke galerij der Uffizië" daar schittert "als éen straal van goud". Alle aandacht gaat uit naar het middenpaneel; de twee patroonheiligen op de zijden en de opvallende gotische omlijsting van het drieluik krijgen geen aandacht.
In 'Pincio' beschrijft Couperus zijn indrukken van de stad Rome. Hij beschrijft de heuvel Pincio, de Spaanse trappen (al gebruikt hij die naam niet) en de schildersmodellen die daar rondhangen. Na een korte passage over het volksleven van de Romeinen gaat de rest van de korte brief vooral over de atmosfeer en de kleuren van Rome.
In 'San Pietro' beschrijft Couperus met grote opmerkzaamheid de reusachtige afmetingen van de basiliek van Sint-Pieter en de bij nader aanzien ongeregelde en haveloze pauselijke entourage. Couperus spreekt van "die Majesteit der Katholieke Kerk, toegejuicht, maar omgeven door Zijne onwaardige, onplechtige, slordige cortège: de vuile choorjongens, de gore kanunniken, de leelijke dragers, gaande tusschen de planken, die een hek vormen..." Over de paus, het was de 86-jarige  Leo XIII, schrijft Couperus met veel respect.
In 'Brief uit Rome', een lange reisbrief, geeft Couperus kritiek op het nieuwe Palazzo Piombino en de in zijn ogen goedkope huisvesting van de Boncompagni-Ludovisi-collectie. De Juno Ludovisi kwam daarin niet langer tot haar recht. Rome is voor Couperus de "Hoogeschool der Wereld" waar je zeker tien winters moet doorbrengen. De brief beschrijft de voornaamste museale attracties van de stad zoals de ruïnes rond het Forum Romanum, het Pantheon, de Sixtijnse Kapel, het Museo Pio-Clementino, Chiaramonti, en Braccio Nuovo. In de Vaticaanse musea roemt de schrijver de schoonheid van de Hermes Belvedere. Couperus' voorkeur gaat uit naar de marmeren en bronzen beelden in de Thermen van Diocletianus.

## Enkele onderwerpen door Couperus beschreven

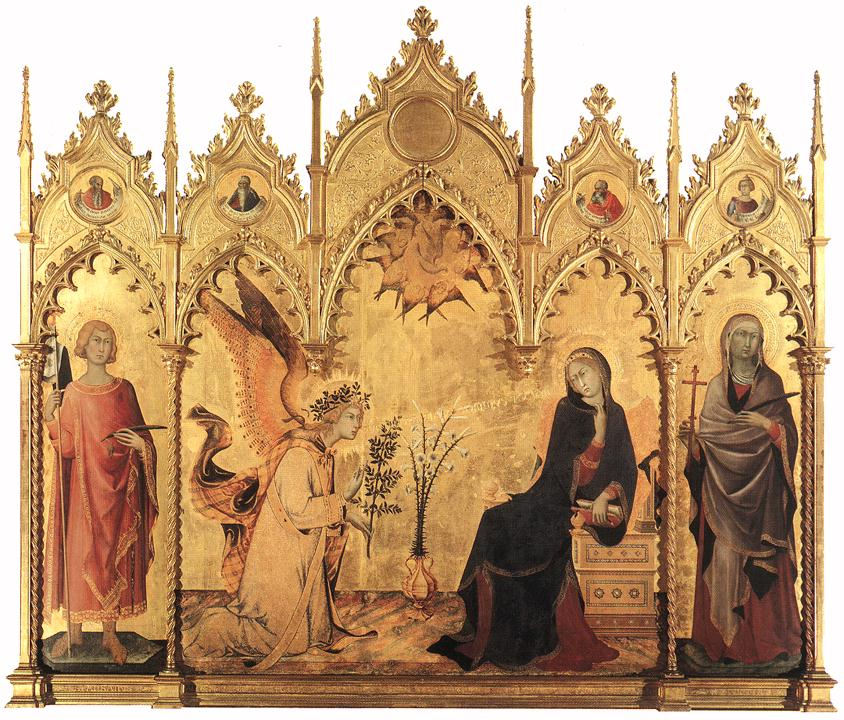
De annunciatie van Simone Martini en Lippo Memmi
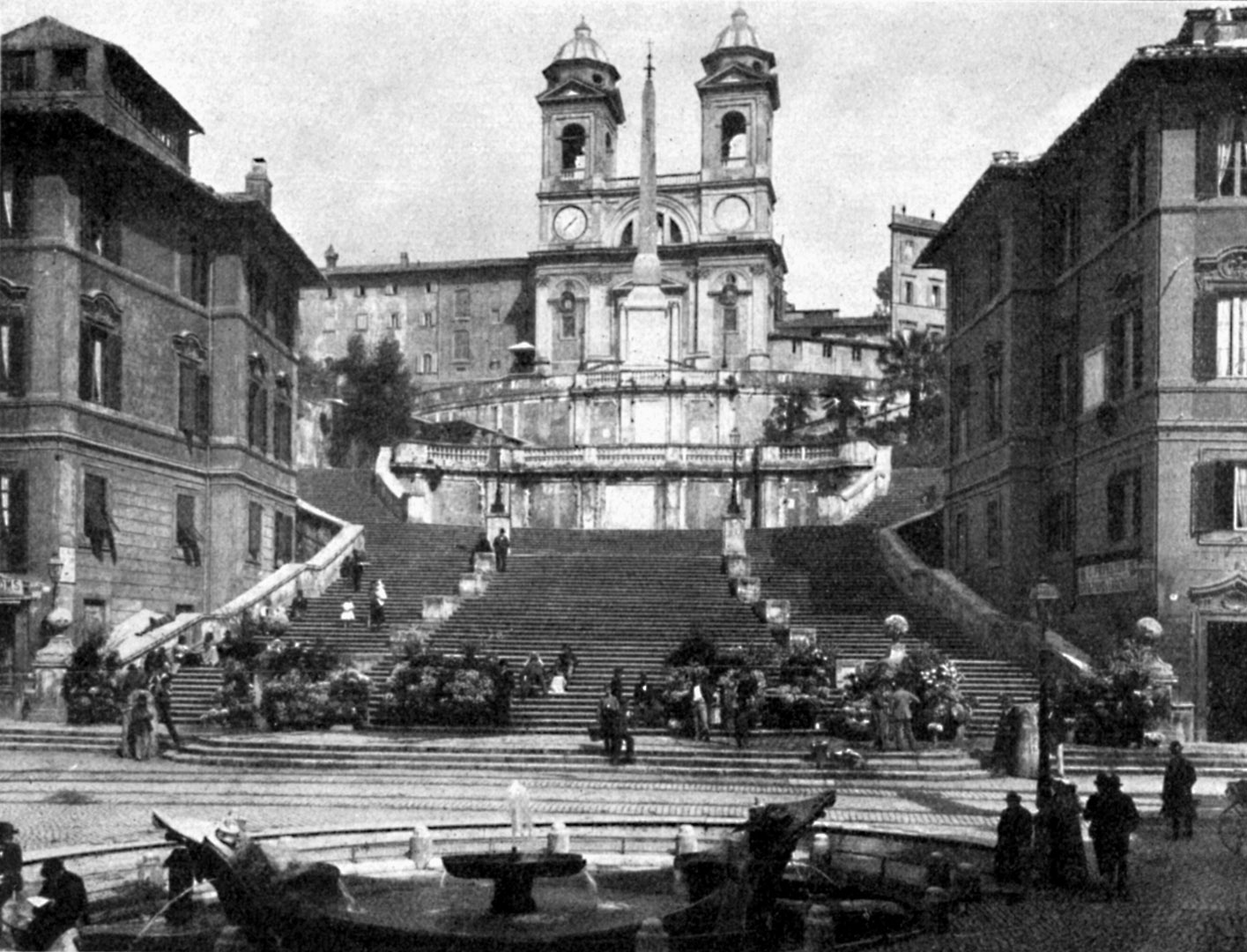
De Spaanse trappen en de Trinità dei Monti rond 1900
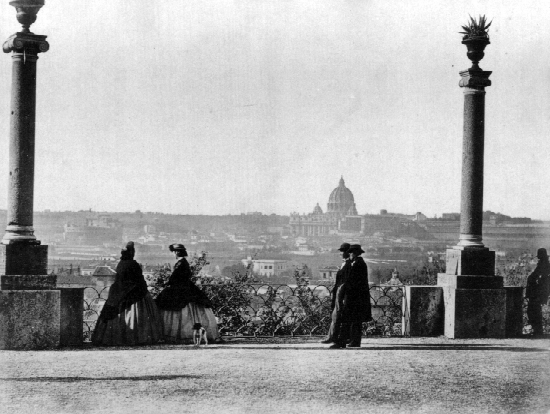
De stad Rome gezien vanaf de Pincio, een foto uit 1862
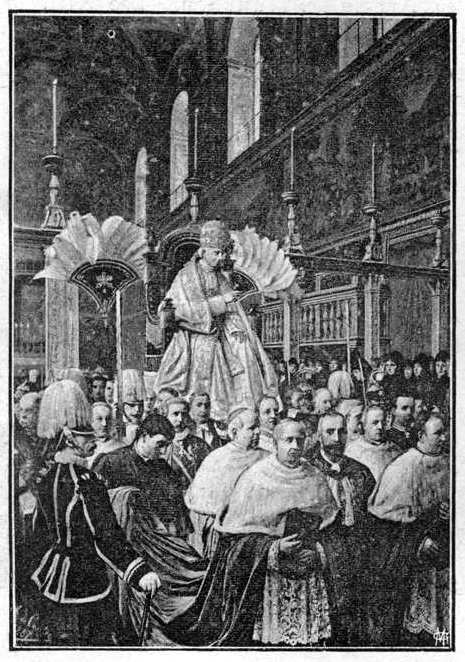
Paus Leo XIII op zijn draagstoel
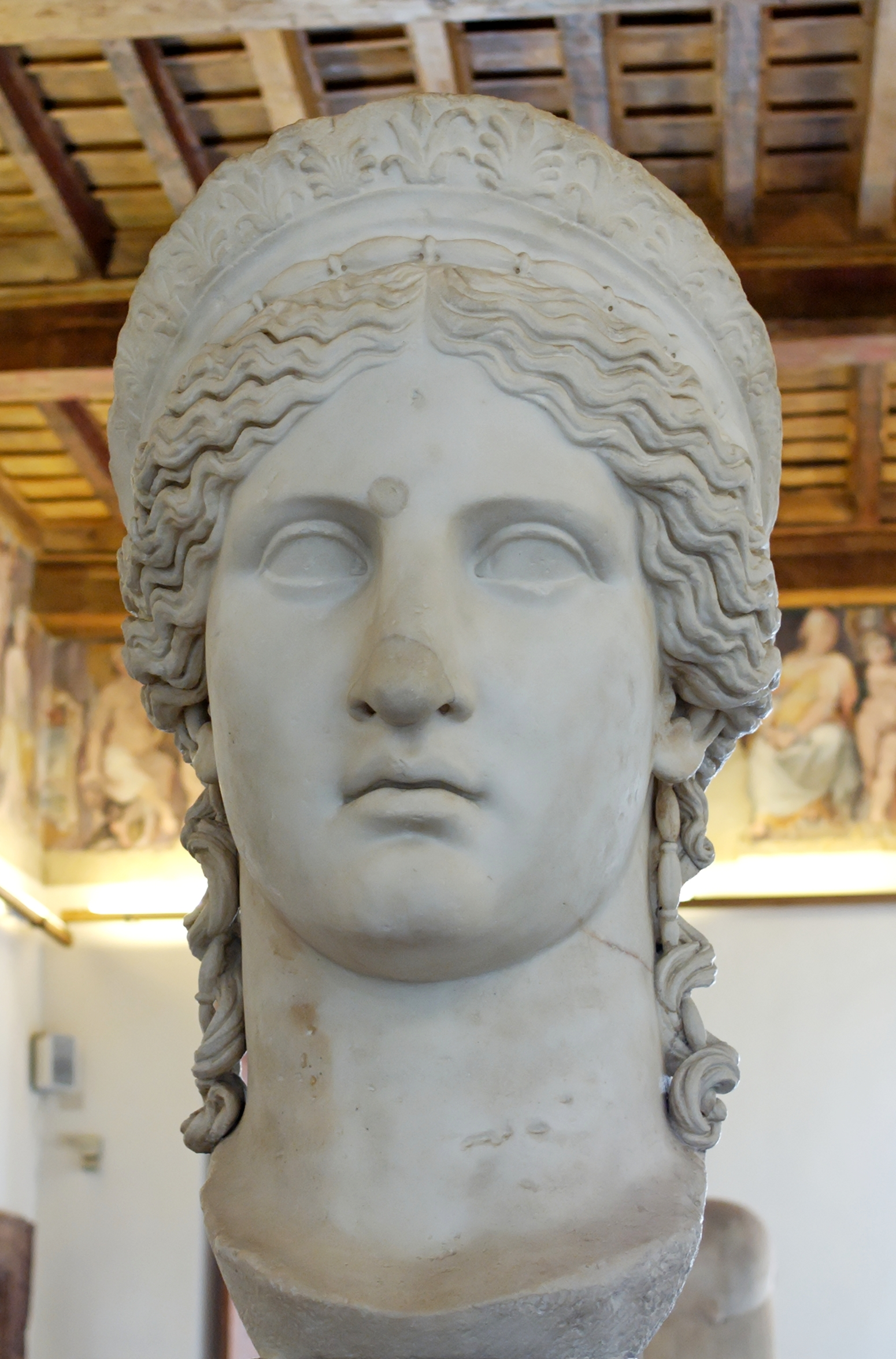
De Juno Ludovisi
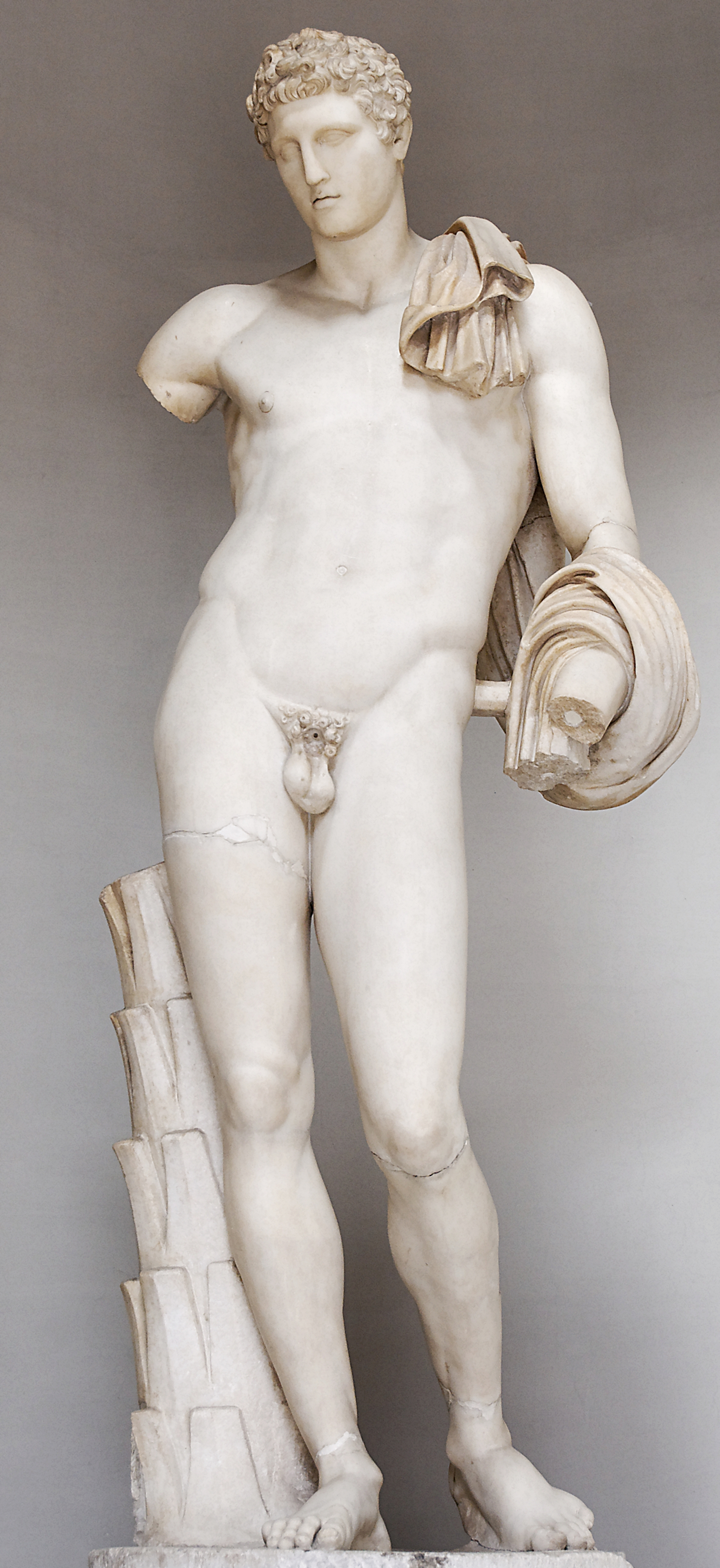
De Hermes van het Belvedere

De brief met de titel 'Michelangelo's cupola' is kort. Couperus beschrijft de "sublieme" schijn-ellips van de binnenkoepel en uitzicht vanaf de galerij op het interieur van de kerk. Bovengekomen genoot hij het uitzicht over Rome en de indertijd nog "desolate campagna", het platteland. De schrijver vergelijkt de koepelbouw met de Toren van Babel en verheugt zich over de ambitie van de mens.
De zesde brief getiteld 'Via Appia' is nog korter. De eenzaamheid van het landschap met antieke ruïnes, een herder, boerinnen en soldaten vervult de schrijver met melancholie. De 'Brief uit Napels' handelt over een groot aantal Italiaanse steden en landschappen en het contrast in atmosfeer tussen het noorden en het zuiden van het land. Couperus roemt de wonderschone monumenten van Pisa de "doode stad". Hij noemt Parma "levendig" en Modena een "stad van doode arcaden", Florence en Siena terloops maar voor hem begint het "ideale Zuiden van de fantazie" pas bij Napels. Pompeï krijgt een uitgebreide beschrijving en Napels is in de ogen van Couperus een stad van "een vuilheid van een verblindende pracht". Uit het museum noemt hij de antieke bronzen beelden, twee beelden van worstelaars, de dansende faun, een ontwakende satyr en een rustende Hermes.
De achtste brief heet 'Pesto'. Couperus bezocht in februari 1894 het plaatsje Pesto, dat in 1926 de antieke naam Paestum heeft teruggekregen. De brief is gewijd aan het antieke Poseidonia of Paestum, dat bekend is om zijn goed bewaard gebleven Griekse tempels. De schrijver betoont zich onder de indruk van de grijze en gouden zuilen en geniet van de warmte, de stilte en de hagedissen, "levend smaragd". De blauwe streep van de Middellandse Zee aan de horizon doet hem denken aan het werk van de schilder Lourens Alma Tadema. Geïnspireerd door het met madeliefjes begroeide interieur van de 'tempel van Vesta' (nu beschouwd als de tempel van Athene) wijdt Louis Couperus een "vrome gedachte" aan Carel Vosmaers roman Amazone uit 1880, waar Paestum uitvoerig in beschreven wordt.

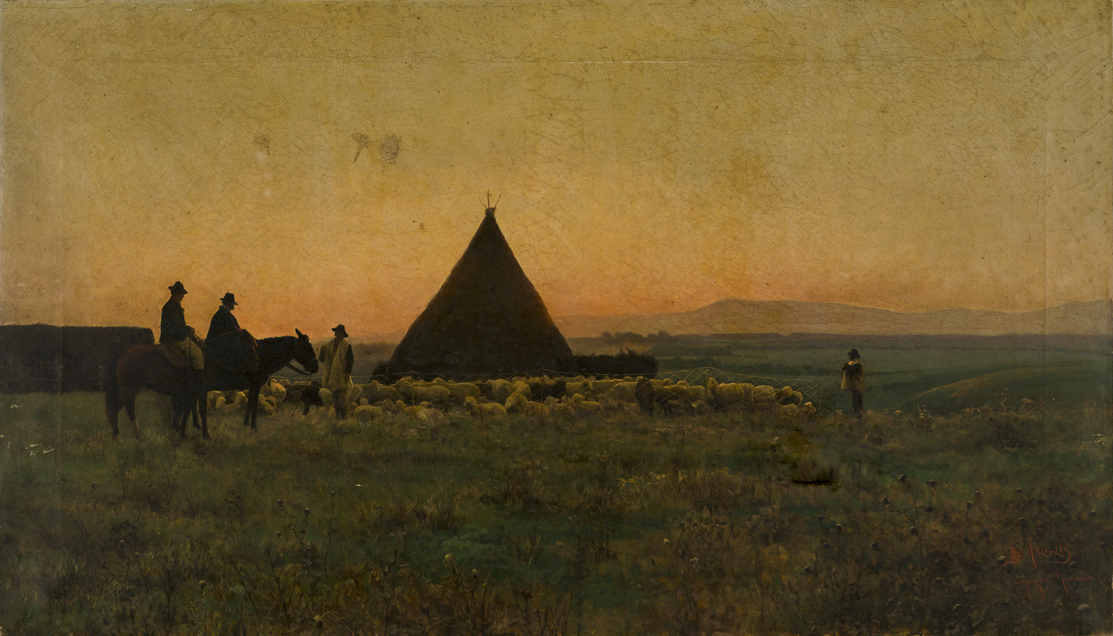
De Campagna met herders op een laat-18e-eeuws schilderij van Domenico De Angelis
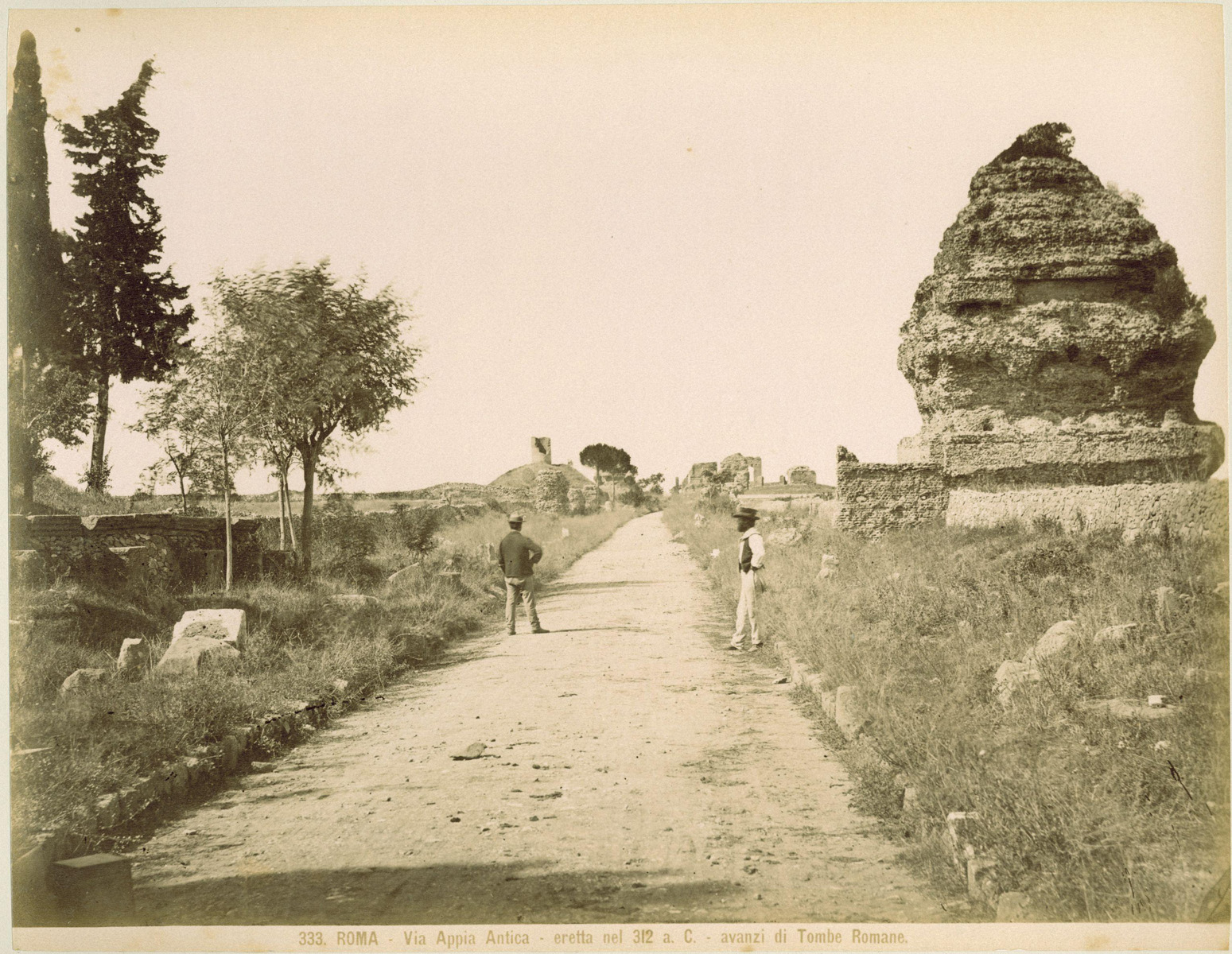
De Via Appia Antica met ruïnes van graven op een foto uit 1870-1890
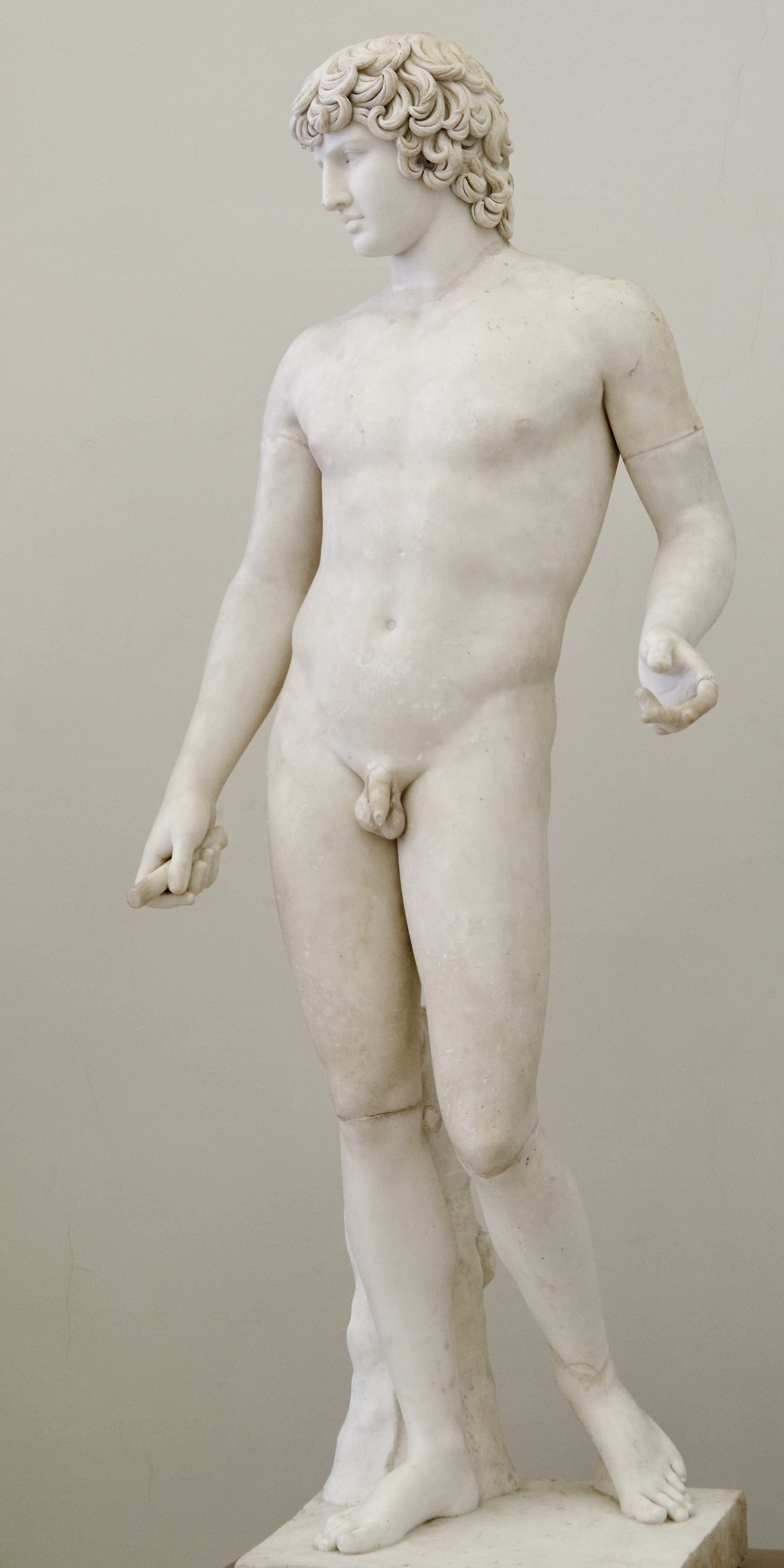
Het door Couperus beschreven Antinoüsbeeld in Napels
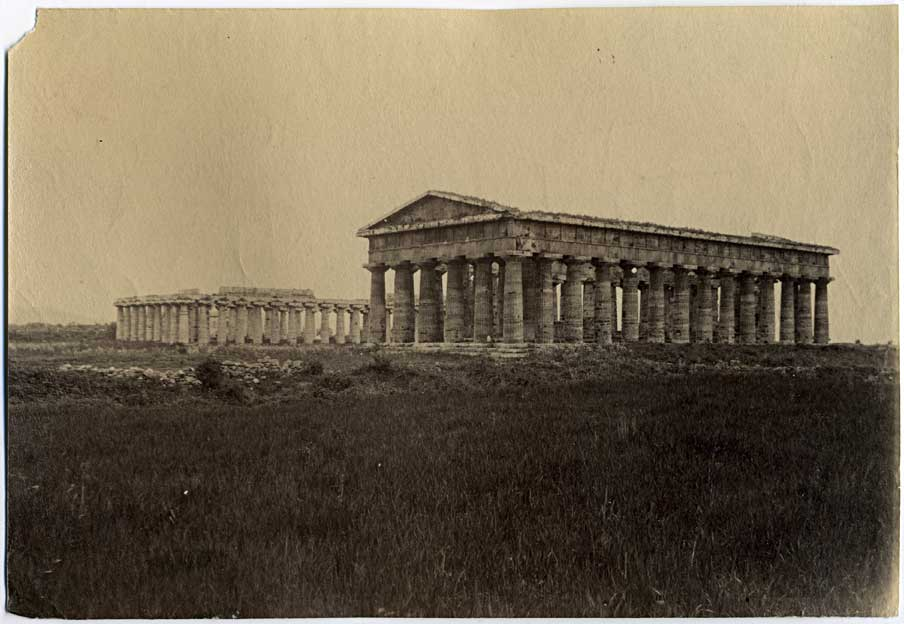
De tempels in Paestum rond 1900

De 'Brief uit Corfu' (februari 1894) beschrijft de mooie nachtelijke reis per schip naar het Griekse eiland Korfoe, na een verblijf in de saaie havenstad Brindisi. Het eiland is "fabelachtig" gelegen is maar bevalt hem in het geheel niet - vooral vanwege de ongemanierde en lelijke bevolking. Op Korfoe is in Couperus' ogen niets wat aan de Griekse oudheid herinnert. Hij klaagt over het slechte eten, de hoge prijzen in het kille hotel, de stank van rotte vis en de grenzeloze verveling. Hij raadt iedere lezer een bezoek aan het eiland af. Ironisch prijst hij de forse olijven, "de heerschers van het eiland". Ten slotte verliest hij zich in een romantische beschrijving van de koninklijke villa Mon Repos en van het door de Venetianen gebouwde Oude Fort in de stad Korfoe.
De 'Brief uit Athene' gaat verder in op datzelfde thema: er zijn geen Grieken meer, wat zich in de 19e eeuw Grieks noemt is Albanees. Toch begint de brief met een lyrische schildering van het Griekse landschap. Couperus "voelt zich - zelfs in zijn spoorcoupé - in Hellas". In Athene bekoren hem de Acropolis, het Theseion, en de Tempel van de Olympische Zeus met hun atmosfeer van "heiligen weemoed". Het Parthenon wordt beschreven als "het allerschoonste wat ooit menschen bouwden". De brief eindigt, na te hebben geconstateerd dat het volk "ruw gehouwen trekken van zijn afkomst" vertoont, met de conclusie "Neen, jullie zijn geen Grieken meer!".
De elfde brief is de 'Brief uit Florence'. Couperus schrijft over het "miserere van Mozart" dat men "moet hooren". Hij bedoelde waarschijnlijk het beroemde Miserere van Gregorio Allegri dat inderdaad op Goede Vrijdag in het Vaticaan ten gehore werd gebracht. Hij gaat ook in op de merites van de stem van Alessandro Moreschi, de laatste castraat in het koor van de Sixtijnse Kapel, zingend als een "chanteuse légère op haar retour".  Couperus noemt het Palazzo Niccolini waar hij kamer huurt in een pension zijn huis en voelt de aankomst in Florence als thuiskomst.
De brief beschrijft verder Florence, de omgeving van het pension en het Palazzo Riccardi. Couperus beschrijft een gevoel dat hij in zijn werk vaker beschrijft, de indruk eerder, en wel in Florence geleefd te hebben. Hij schrijft "Ik heb hier zeker voorbestaan" en ziet zich, in zijn verbeelding, in dat eerdere leven als page aan het hof van Lorenzo il Magnifico. De door Benezzo Gozzoli geschilderde fresco's in de kapel van de Medici in het Palazzo Riccardi worden door Couperus "het schoonste van mondain vertoon" in heel Florence genoemd.
Over de Uffizi schrijft Couperus dat de overdaad aan schatten het verkrijgen van "zuivere impressies" verhindert.
De lange brief beschrijft Sandro Botticelli's "hemelschoone Madonna met het Kind", de gemmen van de Medici, Fra' Angelico en zijn Laatste Oordeel en Kroning van Maria. De "onwaarschijnlijke luxe" van de Medici komt volgens Couperus naar voren in de materialen die in hun grafkapel in de San Lorenzo zijn gebruikt. Serpentina, roze graniet, kornalijn, jaspis en vele marmersoorten domineren. In de mozaïeken zijn chalcedoon, porfier, koraal, parelmoer, lapis lazuli, onyx, jaspis en albast zijn, zo vond Couperus, met goede smaak gecombineerd. Dan komt de schrijver bij zijn bezoek aan het Bargello. Daar vallen - onder andere - de twee beelden van David in de smaak. De bronzen David van Donatello blijkt zijn favoriet.

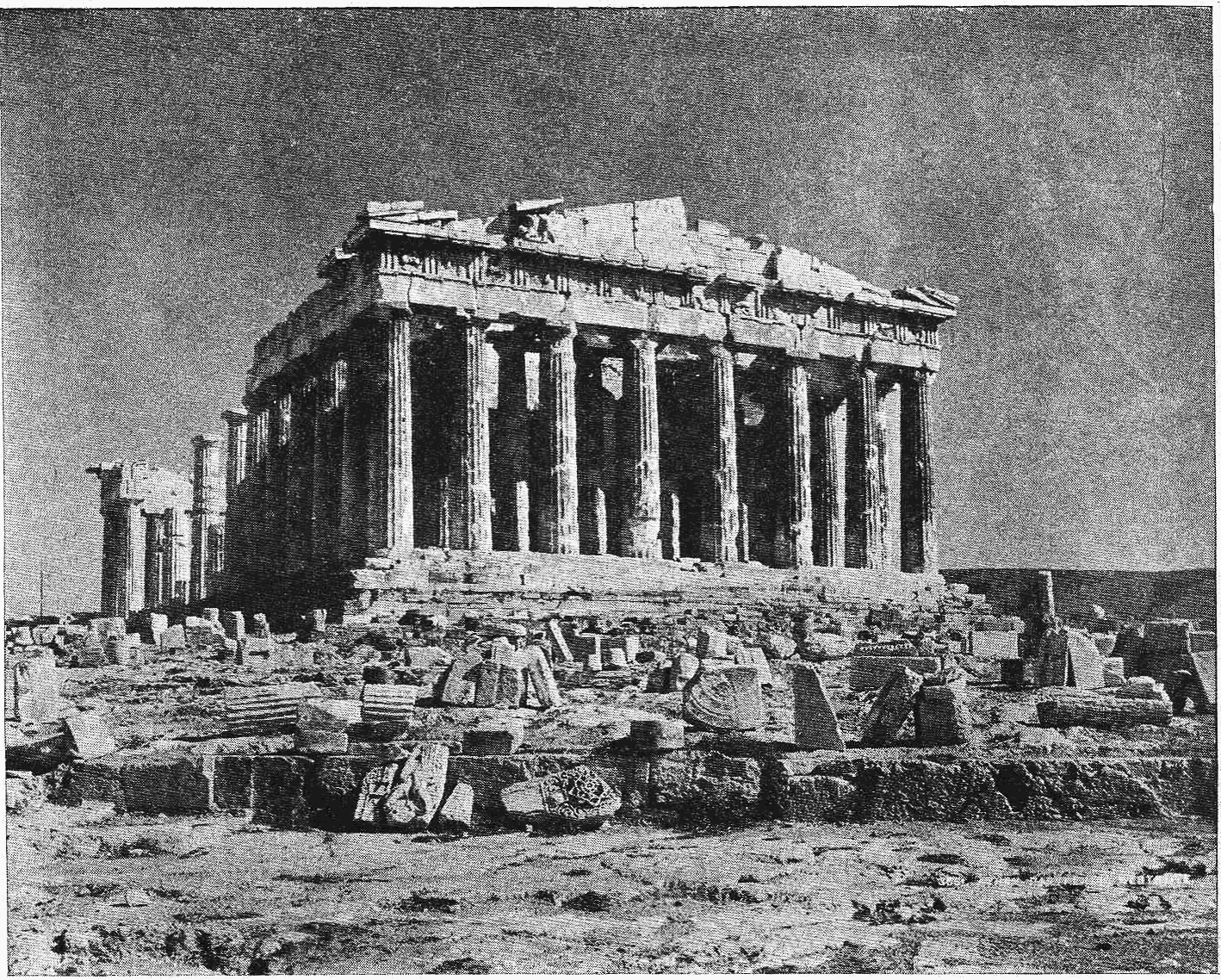
Het Parthenon op een foto van rond 1900
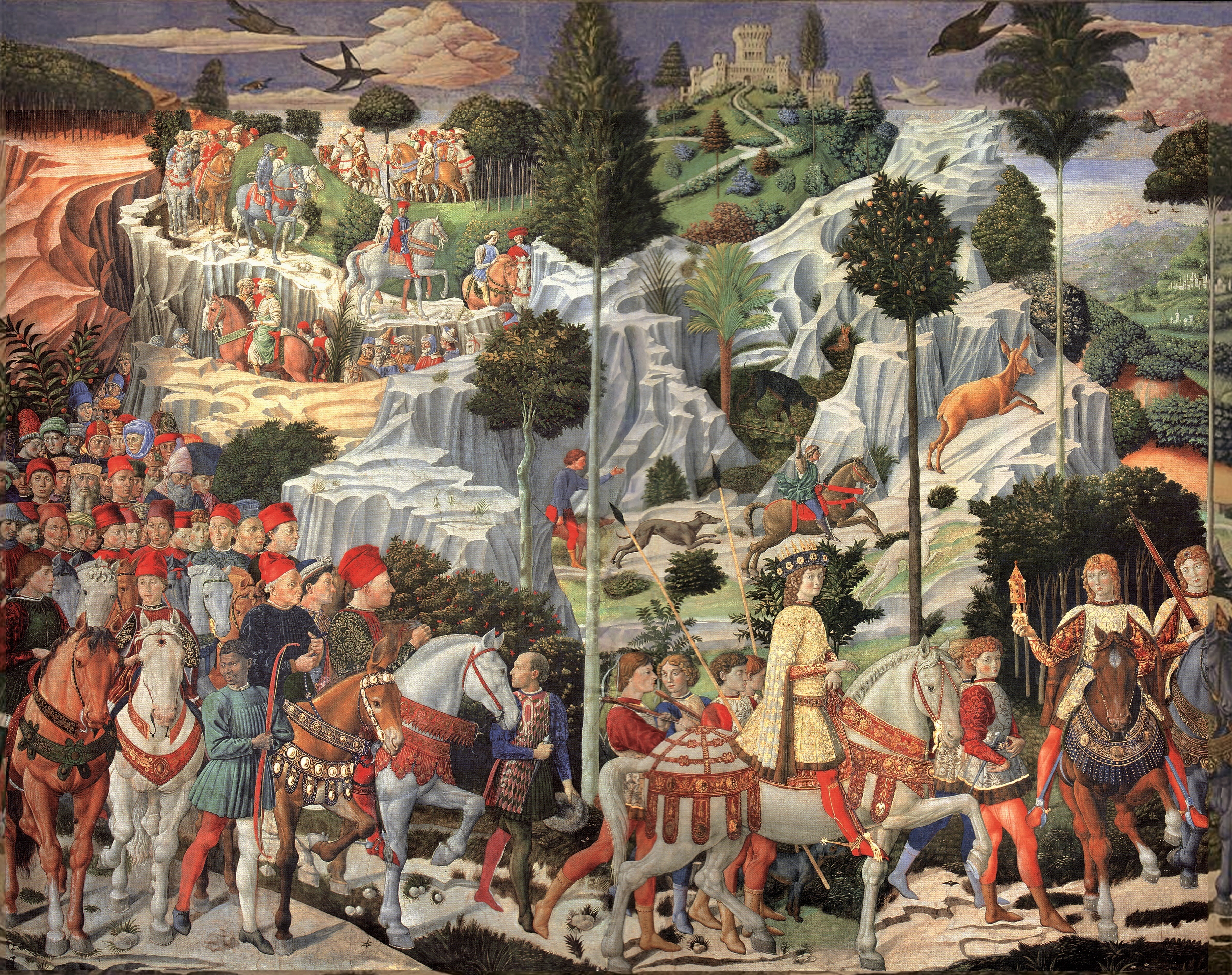
De kleurenpracht op de wanden van de kapel in het Palazzo Medici-Riccardi
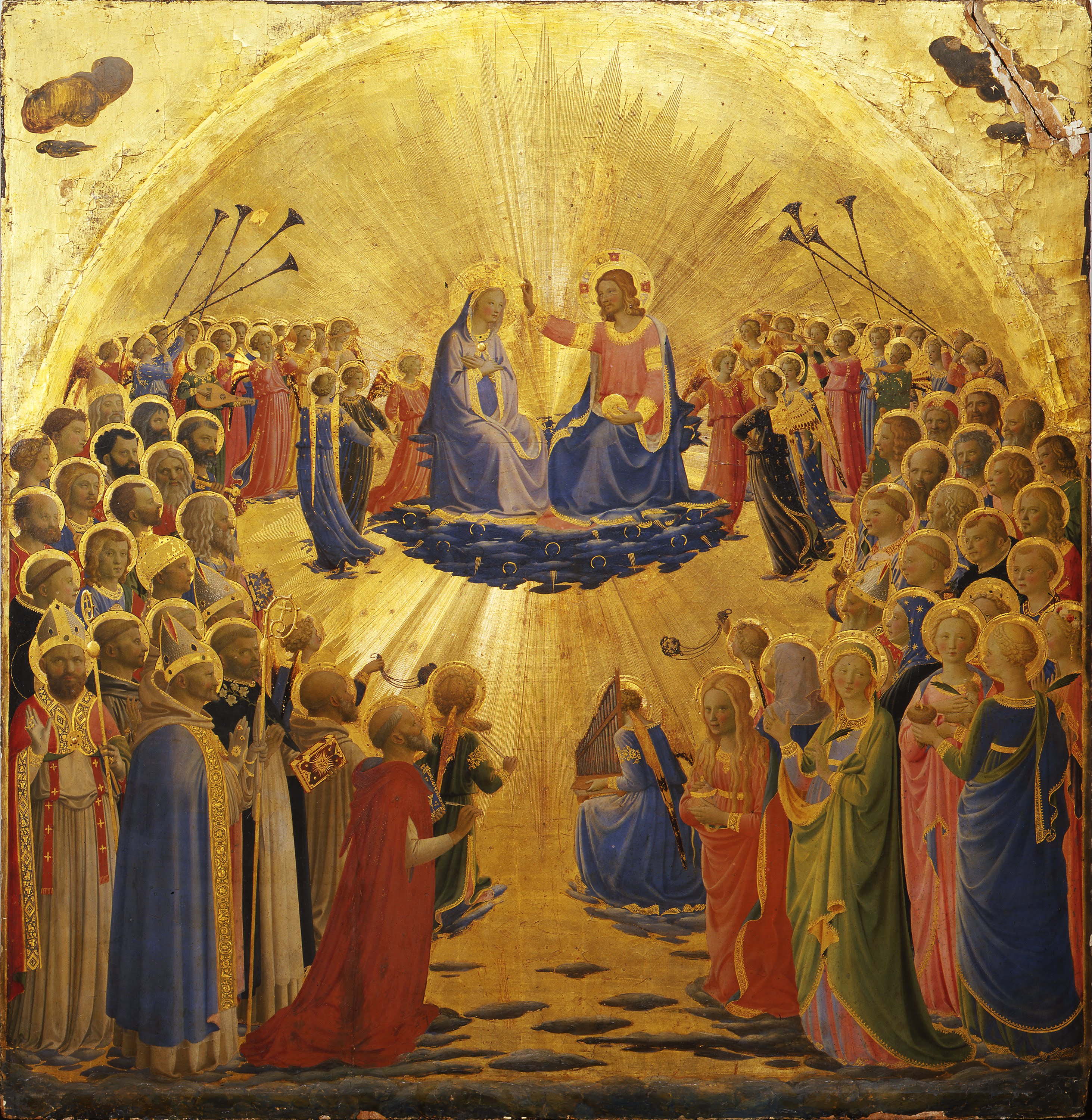
De Kroning van Maria door Fra' Angelico
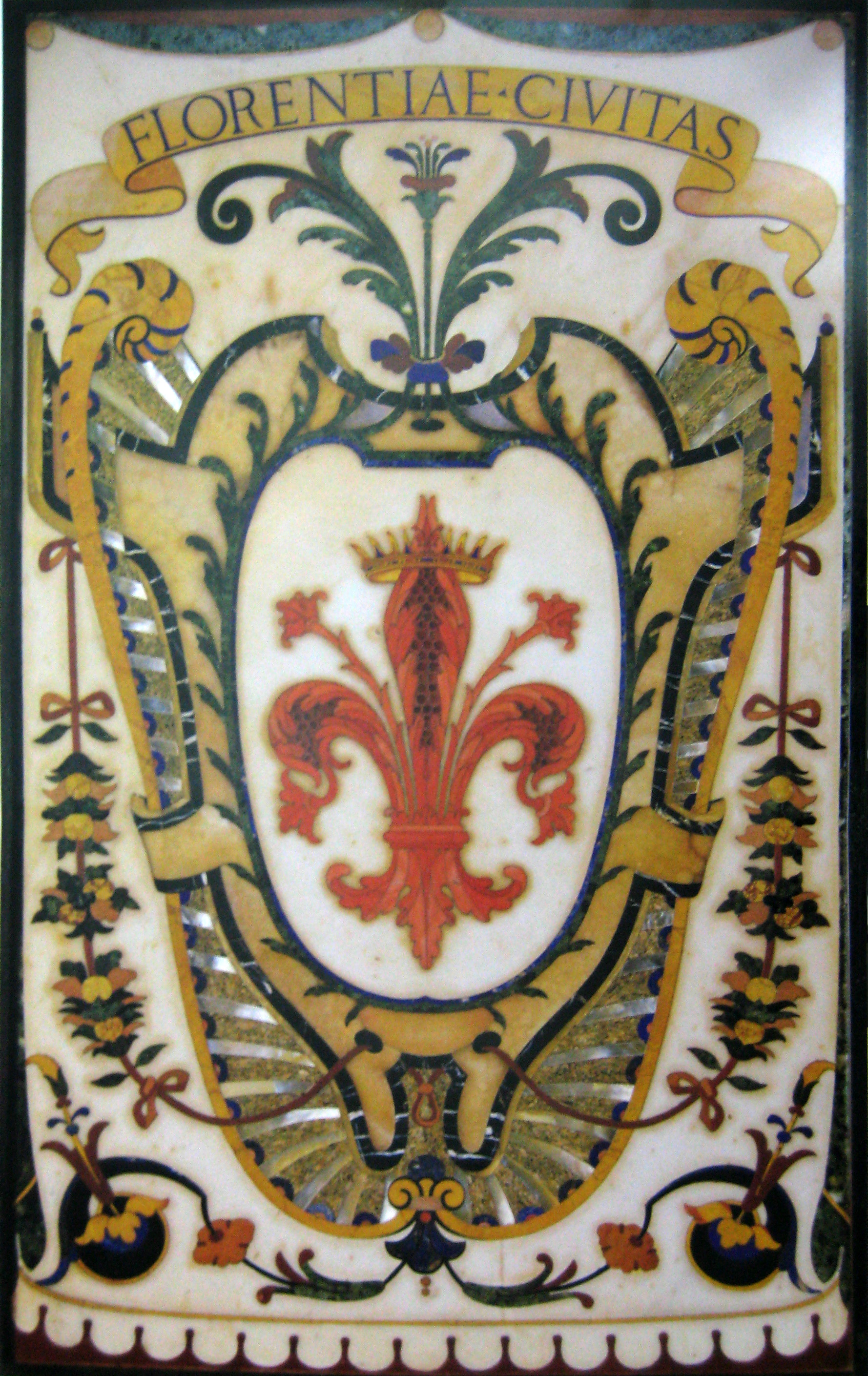
Heraldisch mozaïek in pietra dura in de Medici-kapellen
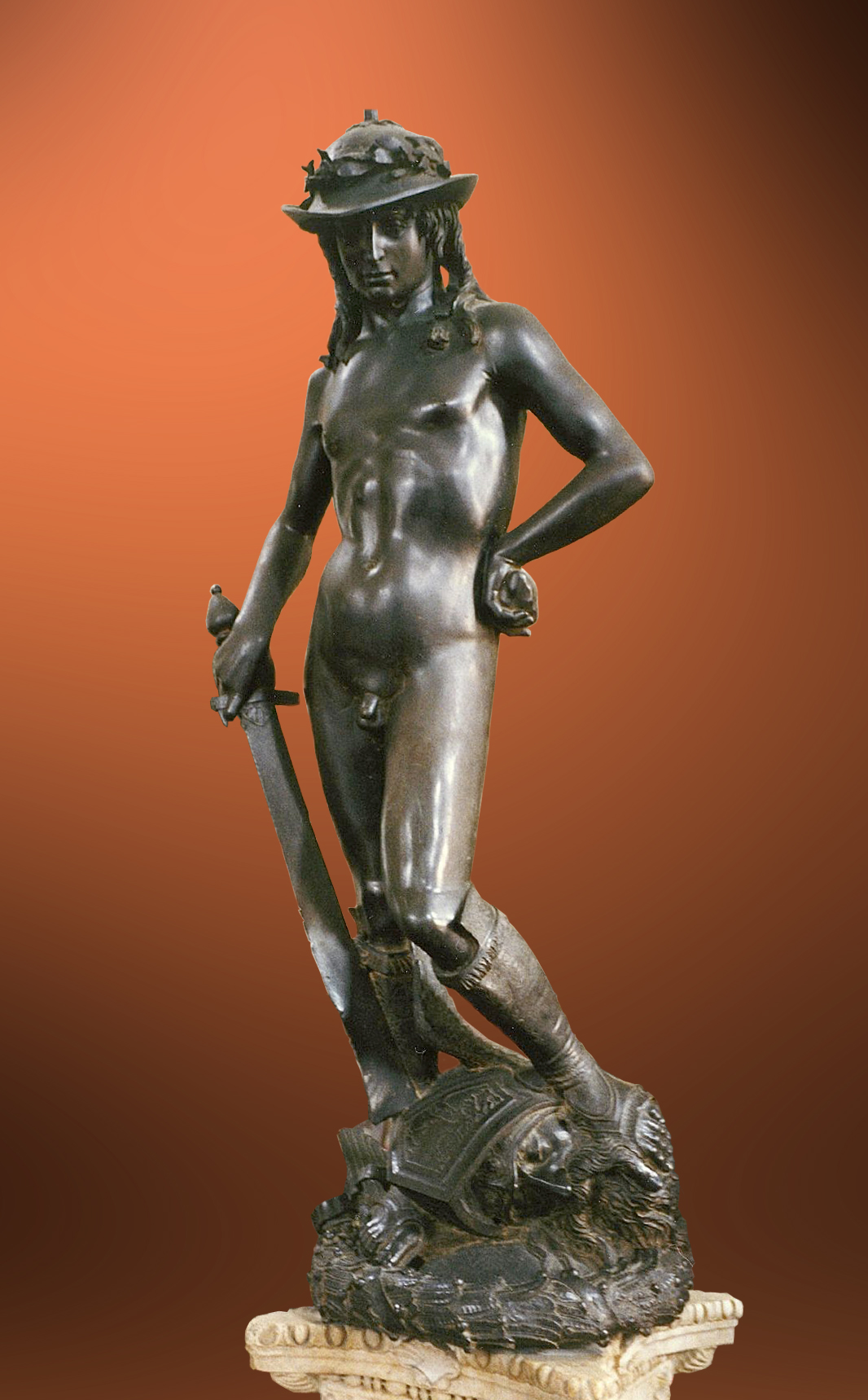
De bronzen David van Donatello in het Bargello

## De brief uit Venetië
De 'Brief uit Venetië', gedateerd op 20, 22, 30 en 31 oktober (1893) is geheel aan de stad Venetië gewijd. De brief die later aan de Reis-impressies werd toegevoegd is gewijd aan het leven in de lagunestad en de weergaloze kunstverzamelingen die Couperus daar onder ogen kreeg. Couperus noemt de stad afwisselend bekoorlijk en minder bekoorlijk en oneigenlijk in het moderne leven. Men kan zich er immers nauwelijks haasten.
De schilders Veronese en Jacopo Tintoretto krijgen veel aandacht. Die laatste wordt vooral een "decorateur" genoemd, een schilder wiens "glansloze" werken niet zonder zonlicht kunnen. Couperus merkt op dat Tintoretto "veel, ontzettend veel, te veel" heeft geschilderd. Van de werken in de Academia worden die van - alweer - Veronese, Paris Bordone, Vittore Carpaccio en Titiaan beschreven. Het "juweel van Venetië" is in Couperus' ogen Titiaans fameuze Assunta, destijds in de Academia. Het schilderij keerde pas in 1918 terug naar het altaar in de Frari waarvoor het was gemaakt.

## Enkele Venetiaanse onderwerpen

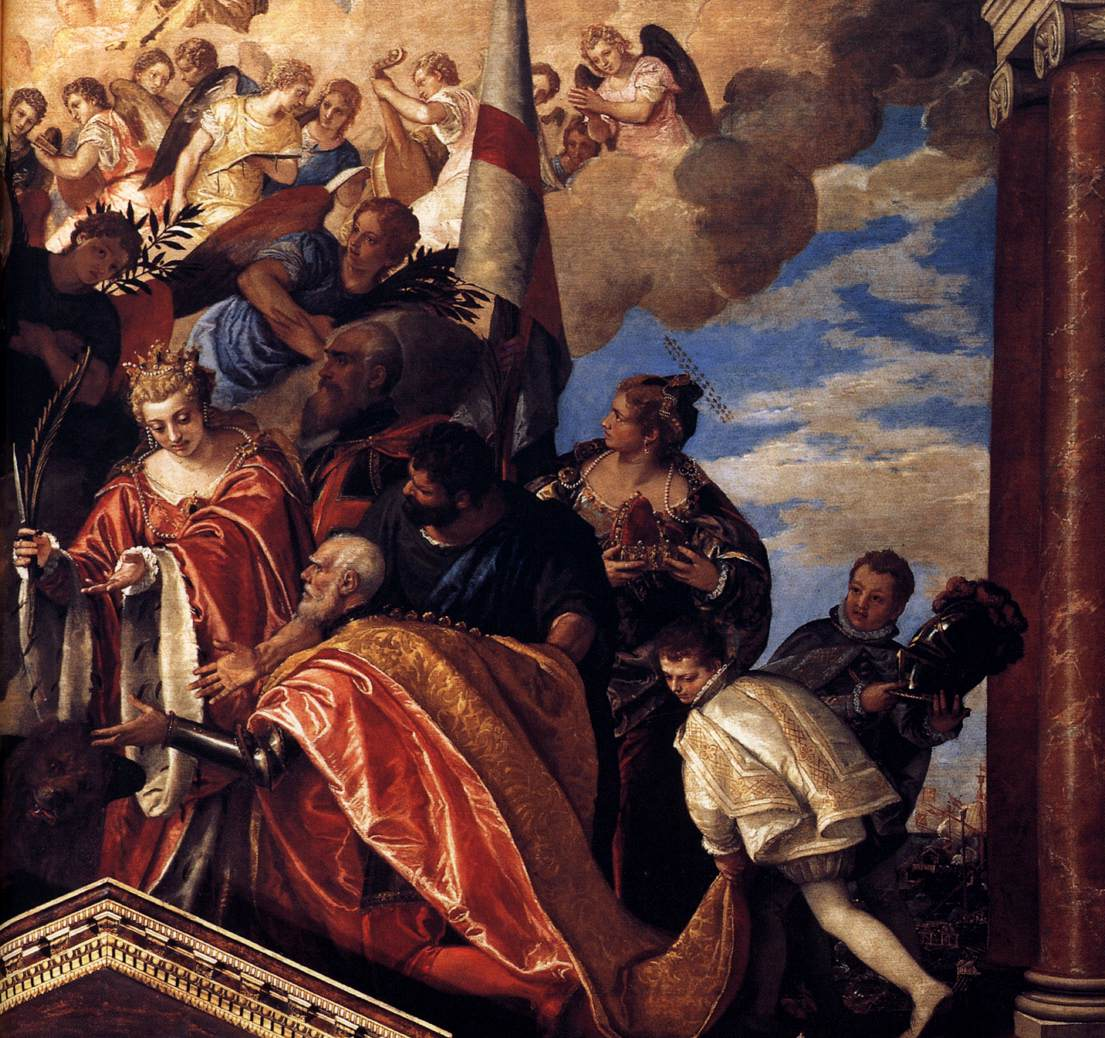
Doge Sebastiano Veniero dankt God voor de overwinning bij Lepanto, door Paolo Veronese
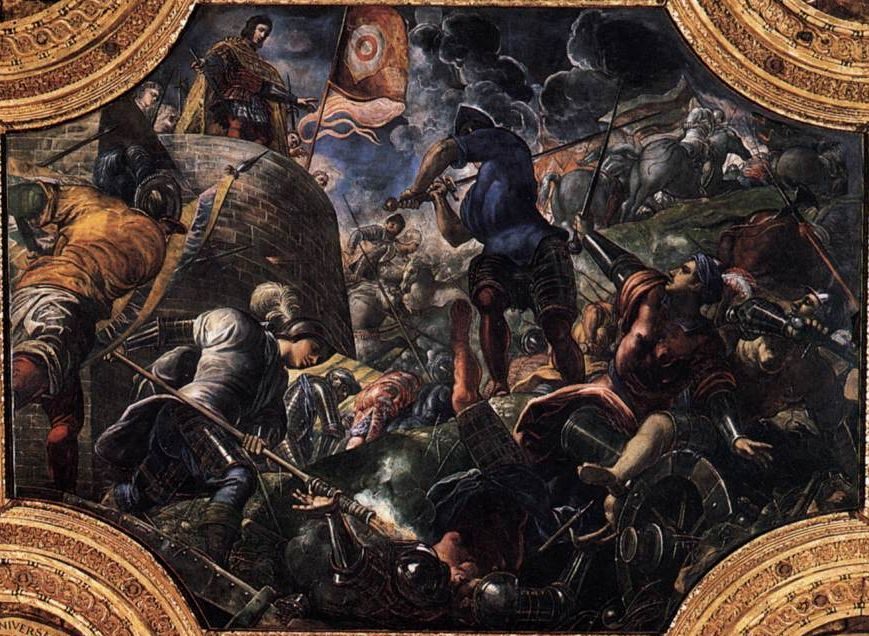
Een plafondschildering van Jacopo Tintoretto in het Dogepaleis
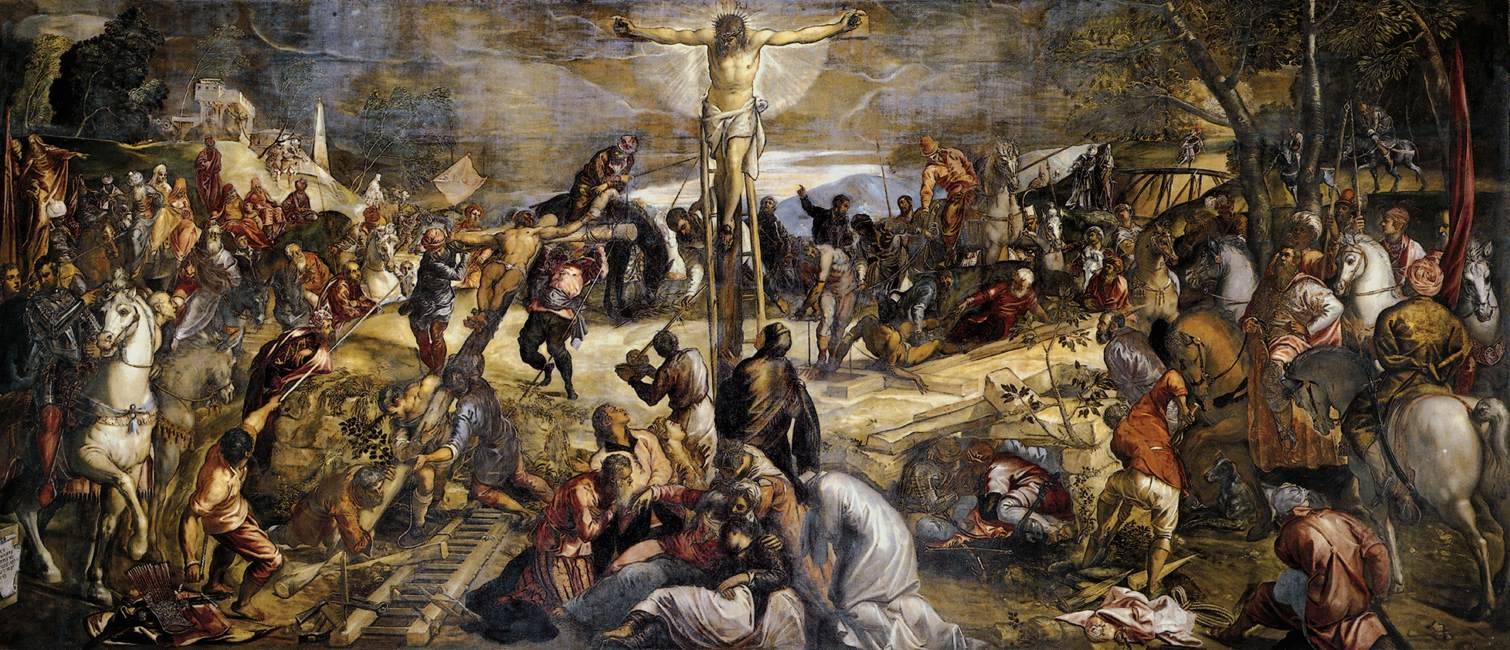
De Grote Kruisiging van Tintoretto in de Scuola di San Rocco getuigde volgens de schrijver van "al die pijnlijke moeite" die de schilder zich - vergeefs - getroostte om een werk van de eerste rang te schilderen.
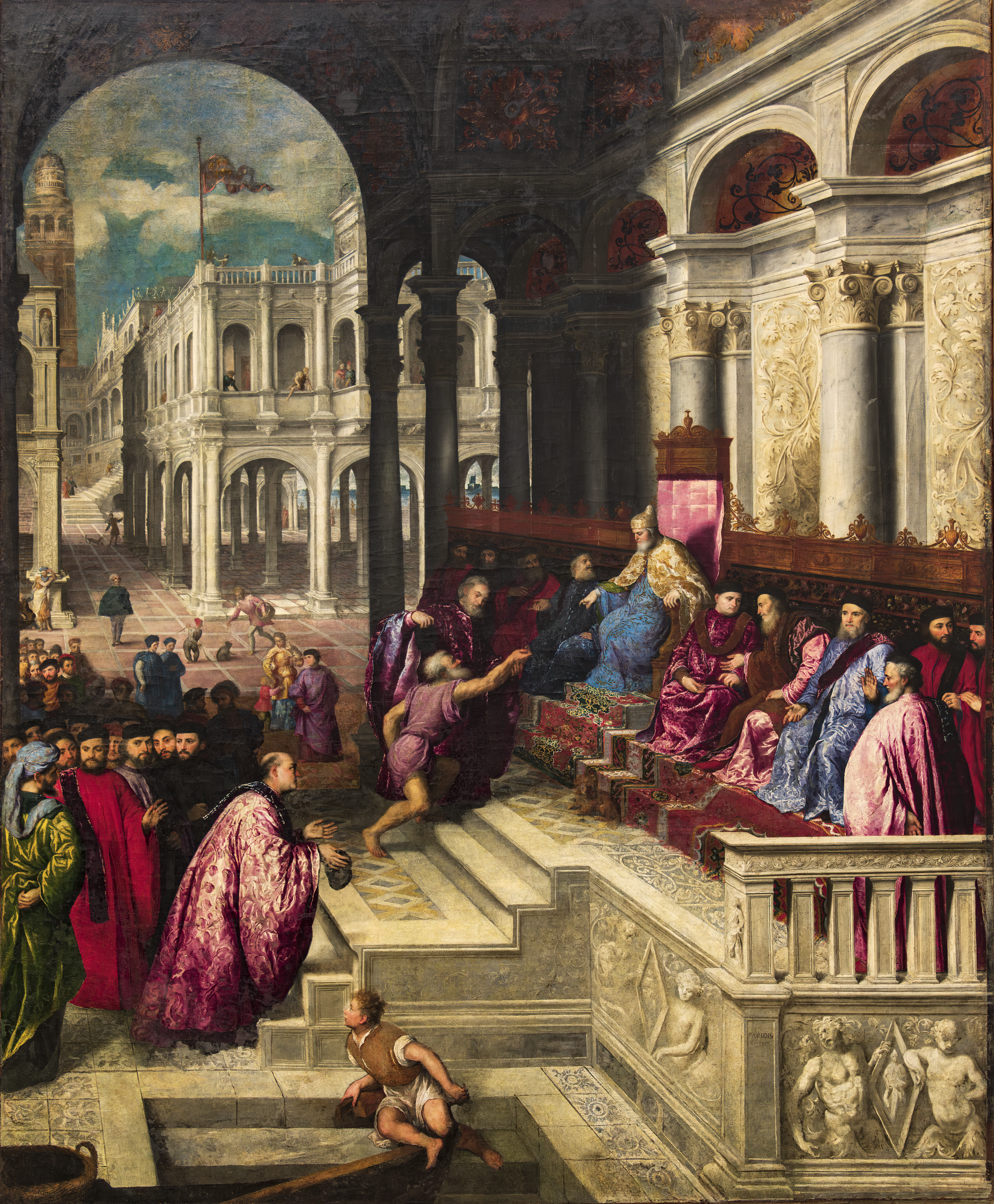
Dit werk van Paris Bordone beviel de schrijver zeer. Hij roemde het "edele, harmonieus koloriet".
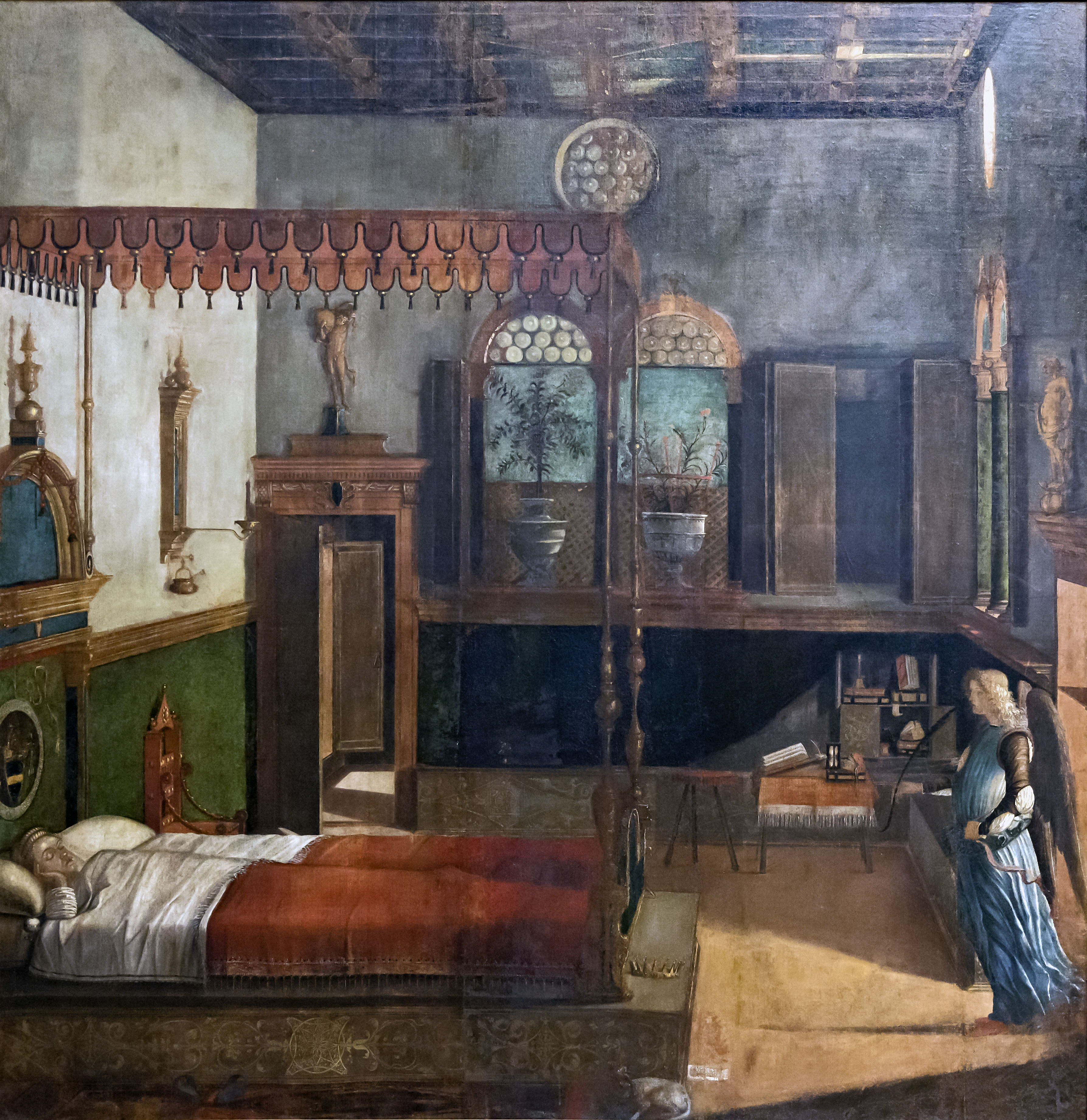
Deze "Droom van Sint-Ursula", door Vittore Carpaccio geschilderd, noemde Couperus "vreemd, rijk, oorspronkelijk en volmaakt".
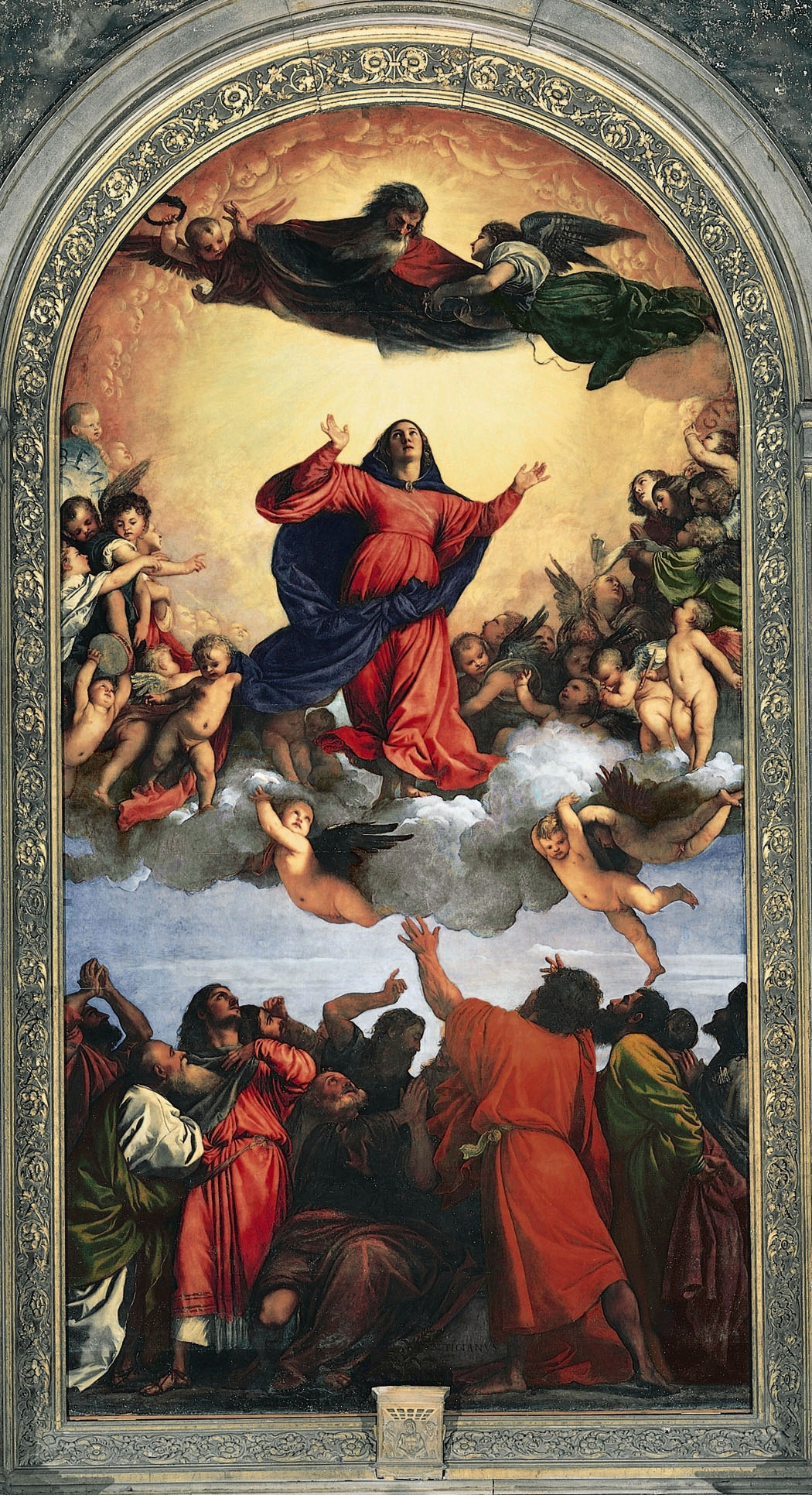
De Assunta van Titiaan

### Receptie
Naast anderen heeft Lodewijk van Deyssel de bundel zeer positief besproken: "De 'Reis-Impressies', even als het werkje 'Een Illuzie', zijn, in de werkenreeks van den Heer Couperus, als de aardige eskapades van een koninkje, tusschen zijn regeeringsdaden in. De 'Reis-Impressies' zijn uitmuntend als behagelijke spoorweglektuur. Baedeker wint het in nuttigheid natuurlijk van dit werkje, maar dit is weêr hooger aangenaam dan Baedeker om dat de opgaven er in zoo vaak, als met goud-poeder, overstrooid zijn met lieve opmerkingen in komfortabele, vleyende taal.
Een Idee is er niet in, een groote persoonlijkheid is er niet achter, het geeft noch een eigen bouw van Italië op diepe historische grondslagen (als bij Taine), noch superieure verbindingen tusschen kultuur-beschouwing en eigen ethische ontwikkeling (als bij Barrès), noch machtig-kleurrijke direkt-te-ruggeleefde weêrspiegeling van het geziene (als in de reisverhalen van Van Looy), noch van die koud-kernige, een zeer echt eigen observatie-leven blijken doende regels (als bij Stendhal).
Maar het is gracelijk-gezellig, vol bonhommie van goeden huize, een vriendelijke druk van een wél-verzorgde hand, de lektuur is de ontmoeting met een ontwikkeld, hedendaagsch, bereisd en belezen mensch, gevoelig voor kunst, en die aardig 't een en ander opmerkt, weleens toch wat héel dunnetjes..."
Jeannette E. Koch schreef een eeuw later uitgebreid over deze impressies. In een later artikel in 2004 plaatste zij dit boek binnen het kader van andere contemporaine reisbrieven.

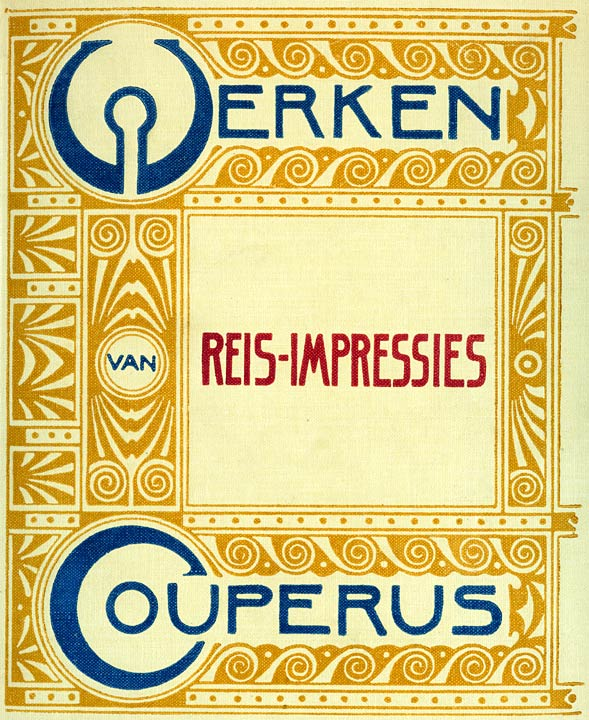
Bandontwerp van Berlage voor de Werken van Couperus